# Banovići
Banovići este un oraș și o comună situate în Cantonul Tuzla din Federația Bosniei și Herțegovinei, o entitate din statul modern Bosnia și Herțegovina. Se află în nord-estul Bosniei și Herțegovinei . Dezvoltarea intensivă a orașului Banovići a început prin construcția căii ferate Brčko-Banovići în anul 1946. Datorită calității sale, cărbunele brun de la Banovići este cunoscut în toată Europa. 

## Geografie
Comuna Banovići este situată la poalele muntelui Konjuh. Așezarea orașului Banovići a fost construită pe terasamentele râului Litva. Înălțimea medie peste nivelul mării este de 332 metri. Comuna are 185 de km2 și include următoarele așezări: Borovac, Banovici Selo, Ćatići, Milici, Mrgan, Repnik, Podgorje, Grivice, Treštenica Donja, Treštenica Gornja, Tulovići, Oskova, Željova, Omazići, Lozna, Seona, Pribitkovići, Stražbenica și Gornji Bučik. Conform recensământului din 1991, erau 26.507 de locuitori, din care 72% erau bosniaci, 17% sârbi, 2% croați și 9% alte etnii. Conform unor estimări din 2000, populația din Banovići era de aproximativ 29.000, iar un număr considerabil din ei erau refugiați. Potrivit recensământului din 2013, erau 23.431 de locuitori și 7.665 de gospădării.

## Istorie
Cea mai veche așezare cunoscută este situată pe dealul Gradina din satul Tulovići, datată din perioada preistorică, conform rămășitelor culturii. În satul Pribitkovići există un sistem de peșteri, bogate în podoabe rupestre. Originea numelui așezării centrale este dezvăluită de un stećak din Banović selo, care, pe lângă ornamente și floarea de crin sculptată în piatră, are și o inscripție scrisă cu alfabetul chirilic bosniac. Au fost găsite mai multe necropole de stećci, pe lângă Banovići, care aparțineau județului Dramešin: Stražba, Draganja și Treštenica. Județul și așezările sunt menționate cu acest nume și în surse turcești. Acest nume de județ a fost menținut până în secolul al XIX-lea. Dezvoltarea intensivă a Banovićiului a început prin construcția căii ferate Brčko-Banovići în 1946. În localitatea Banovići existau doar câteva case, dar până în 1961 erau deja 4.611 locuitori. Localitatea a dobândit toate caracteristicile unui mediu urban modern. Acest lucru se datorează exploatării cărbunelui brun de calitate și construcției unui număr mare de instalații industriale ale industriei metalelor și nemetalelor, precum și construcției unui drum modern între Živinice și Zavidovići. Datorită calității sale, cărbunele brun de la Banovići este cunoscut în toată Europa. Exploatarea cărbunelui brun constituie baza dezvoltării ulterioare a Banovićiului, precum și a cantonului Tuzla. 

## Turism

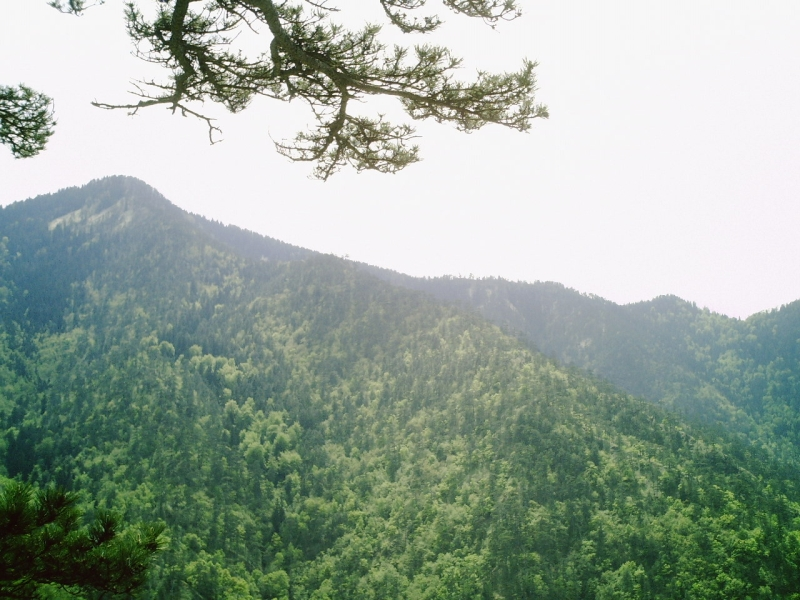
Vârful muntelui Konjuh, 1328 m

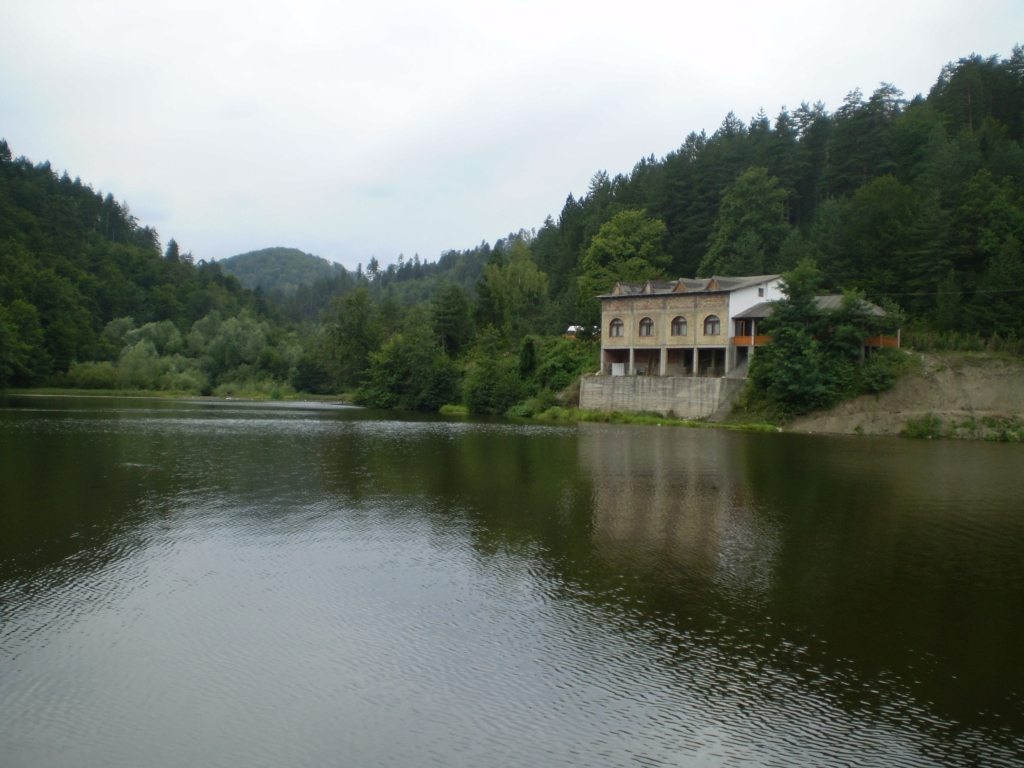
Lacul Breštica

Comuna Banovići are condiții bune pentru dezvoltarea turismului bazat pe vânătoare în versanții Konjuh, precum și pentru dezvoltarea turismului bazat pe pescuit în mai multe râuri montane: Oskova, Krabanja, Zlaća și Studešnica. Motelul „Zlaća” este una dintre cele mai bune clădiri de recreere montană din cantonul Tuzla. Cabana montană „Zobik” este bine cunoscută tuturor celor din Bosnia și Herțegovina cărora le place natura. În satul Pribitkovići se află Borovac, o serie interesantă de peșteri bogate cu ornamente rupestre. Muntele Konjuh este habitatul următoarelor animale: ursul brun, cerbul, lupul cenușiu, vulpea, mistrețul, cocoșul de munte, veverița.

## Economie
„RMU Banovići” este o companie din Bosnia și Herțegovina, implicată în principal în industria minieră. Principalele activități ale companiei sunt: exploatarea subterană, exploatarea suprafeței, separarea și distribuția cărbunelui brun. Compania operează minele Banovići și instalația de separare a cărbunelui din Oskova. „RMU Banovići” are aproximativ 2.600 de angajați. Este una dintre cele mai de succes companii miniere de cărbune din Bosnia și fosta Iugoslavie. RMU vinde 60% din producția sa către Uzina Tuzla (pe cărbune) situată în apropiere și furnizează, de asemenea, cărbune gospodăriilor bosniace și-l exportă în Croația și Serbia. „RMU Banovići” a investit 40 de milioane de KM în modernizarea echipamentelor sale în ultimii ani, ceea ce a dus la obținerea unor profituri totale de 20 de milioane KM (mărci bosniace convertibile). 
Alte companii importante sunt: fabrica de cuptoare „Helios”, fabrica de materiale de construcție „FGO”, fabrica de îmbrăcăminte „Borac” etc. 

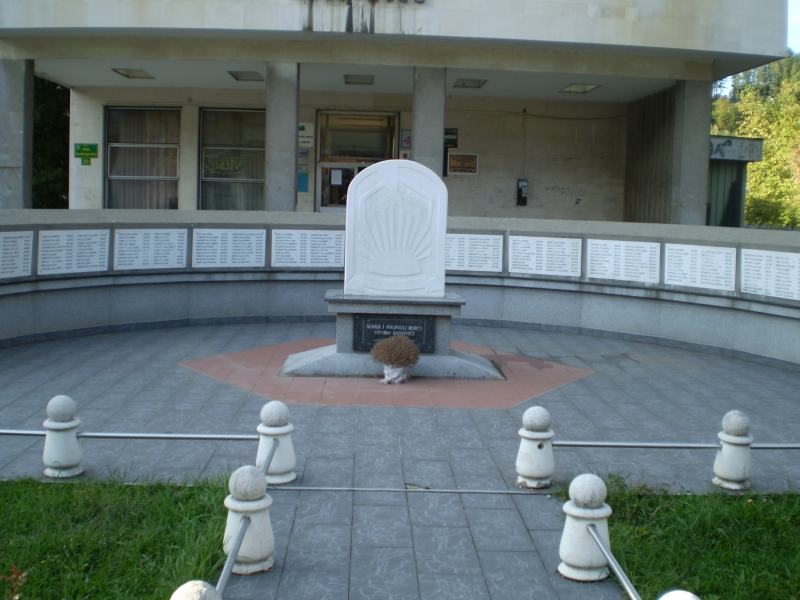
Monumentul dedicat șahidelor din Banovići

## Cultură
Clădirea "Radnički Dom" (cupola muncitorilor / centru) este un centru pentru evenimente culturale. Clădirea include o stație radio, biblioteca orașului, teatru și un restaurant central. Radnički Dom este, de asemenea, „casa” unei picturi murale cu motive din Husinska buna (rebeliunea minerilor din Husino) pictată, la începutul anilor 1960, de către unul dintre cei mai mari pictori bosniaci și ex-iugoslavi, Ismet Mujezinović. 
Sala de cinema a orașului a fost reînnoită în urmă cu câțiva ani și are un nou nume (BKC = Bosanski kulturni centar / centrul de cultură bosniac). 
În 1995 a fost creat un centru pentru tineret „Pinkland” pentru a umple o parte din lacunele sociale, culturale și recreative (acele lacune cauzate de Războiul din Bosnia). Centrul oferă cursuri de calculatoare, muzică, pictură, prelucrarea lemnului și dans, precum și sport, tabere de vară și picnic pentru mai mult de 1.600 de membri. Pinkland cooperează și cu școlile locale, autoritățile sociale, poliția și alte organizații neguvernamentale. Cei mai importanți parteneri internaționali sunt Guvernul Canadei, Agenția Elvețiană pentru Dezvoltare și Cooperare (SDC), Universitatea finlandeză Humak și ONG-ul finlandez Etnokult. 

### Sport
FK Budućnost Banovići este cel mai vechi club sportiv din comuna Banovići. În limba bosniacă Budućnost înseamnă „Viitor”, ceea ce simbolizează speranța pe care oamenii o aveau pentru vremurile următoare atunci când clubul a fost fondat în 1947. Clubul joacă pe Stadionul Gradski (Stadionul orașului), care are o capacitate de 8.500 de locuri. Culorile lor principale sunt verde închis și negru. Acest club a intrat în Prima Ligă a Federației Bosniei și Herțegovinei (Prva liga Federacije Bosne i Hercegovine) în sezonul 1978–79, acesta a fost cel mai mare succes al său în aceea perioadă. 
Astăzi, FK Budućnost Banovići este membru al Federației de Fotbal a Bosniei și Herțegovinei. FK Budućnost a promovat în Prima Ligă din Bosnia și Herțegovina în sezonul 1998–99. Mai târziu, în sezonul 2000–01, Budućnost a jucat împotriva echipei FK Drnovice din Cehia. Budućnost joacă acum în prima ligă a Federației din Bosnia și Herțegovina, care este o competiție de fotbal de nivel secund din Bosnia și Herțegovina.

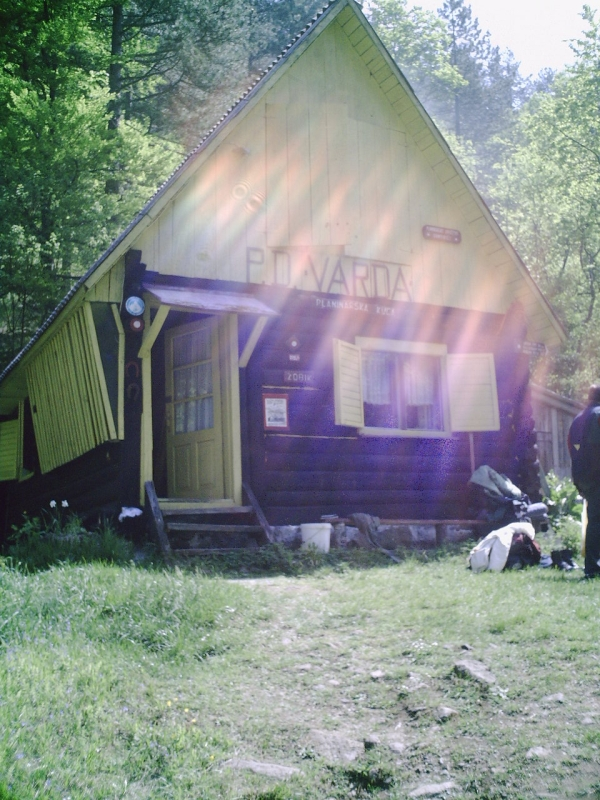
Clubul de alpinism "Varda"

### Muzică
Au existat mai multe trupe de muzică în Banovići în ultimii ani. Unele dintre ele sunt încă active, de exemplu: Impuls, Aquarius și Domavia. Impuls a ținut zeci de concerte în oraș și în alte locuri. Aquarius a înregistrat un videoclip. Domavia a participat la BH Radio Festival'. Enver Lugavić - Kice (chitarist și cântăreț al fostei Loše Vrijeme) a ocupat locul II la OBN Music Talents Show în 2003. ONG-ul finlandez Etnokult și Universitatea finlandeză Humak sunt organizatorii festivalului de muzică mondială Bosna Faces în colaborare cu Pinkland, în Chome Banovici Chomy. 

### Cercetare și alpinism
Comunitatea de cercetași „Plamen” a fost creată la 1 septembrie 1956. De atunci, comunitatea lucrează la procesul de educație non-formal de viață, informare și distracție pentru tineri prin diverse promoții de activități de cercetare, organizare de concursuri de cercetășie, picnic, tabere de vară și educație despre ecologie. Comunitatea numără 150 de membri activi. 
Clubul de alpinism „Varda” există de multă vreme. Un membru al lor, Miralem Husanović - Muri, a participat la mai multe expediții: Manaslu (Himalaya), Denali (Muntele McKinley), Mont Blanc, Gran Paradiso, Matterhorn etc.

## Date demografice
Populația comunei Banovići, după etnie, conform recensămintelor din 1971, 1981, 1991 și 2013 este următoarea:
| Populația comunei Banovići |                 |                 |                 |                 |
| Anul recensământului       | 1971            | 1981            | 1991            | 2013            |
| bosniaci                   | 14.409 (70.86%) | 16.440 (68,94%) | 19.162 (72,06%) | 21.374 (93,85%) |
| sârbi                      | 4.441 (21,84%)  | 4.046 (16,96%)  | 4.514 (16,97%)  | 237 (1,04%)     |
| croați                     | 919 (4,51%)     | 728 (3,05%)     | 550 (2,06%)     | 284 (1,24%)     |
| iugoslavi                  | 363 (1,78%)     | 2.255 (9,45%)   | 1.928 (7,25%)   | 0,00 (0,005%)   |
| alții / necunoscut         | 202 (0,99%)     | 377 (1,58%)     | 436 (1,63%)     | 778 (3,41%)     |
| Total                      | 20334           | 23846           | 26590           | 22773           |

## Galerie de imagini

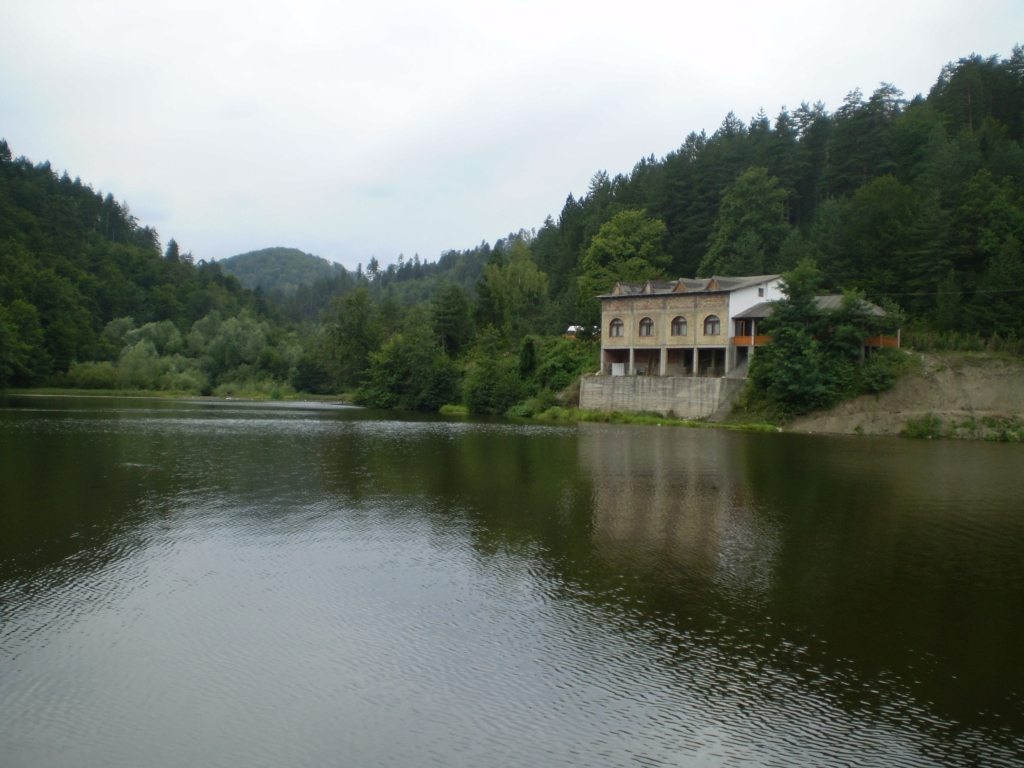
Lacul Breštica
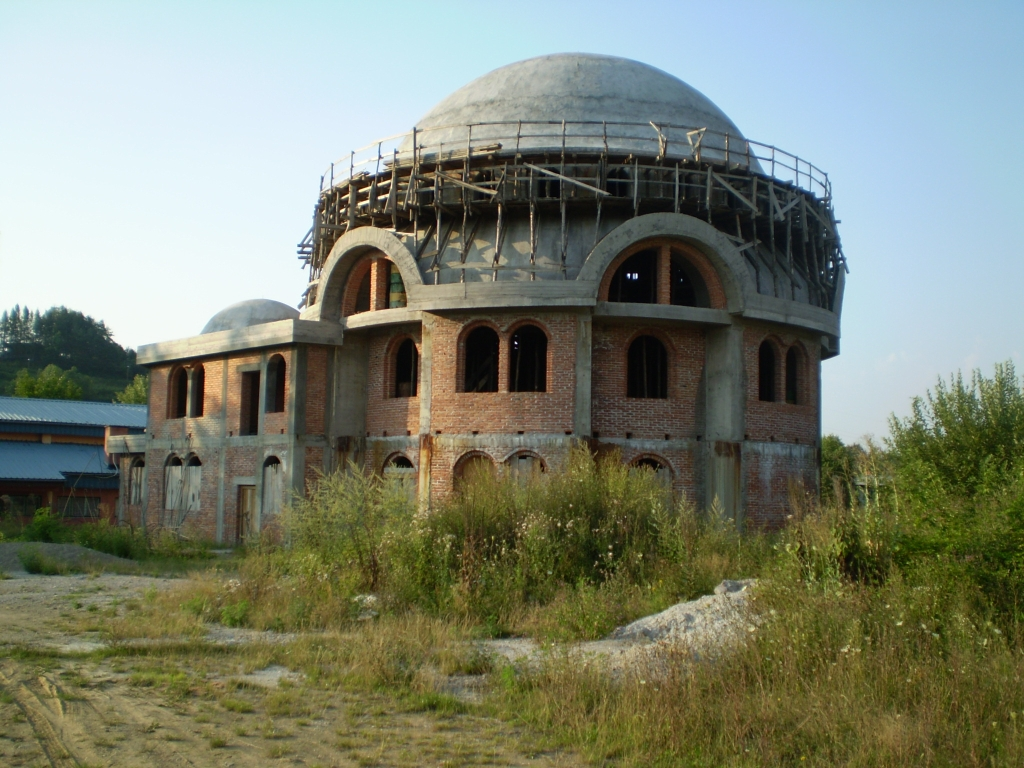
Construcția moscheii din centru
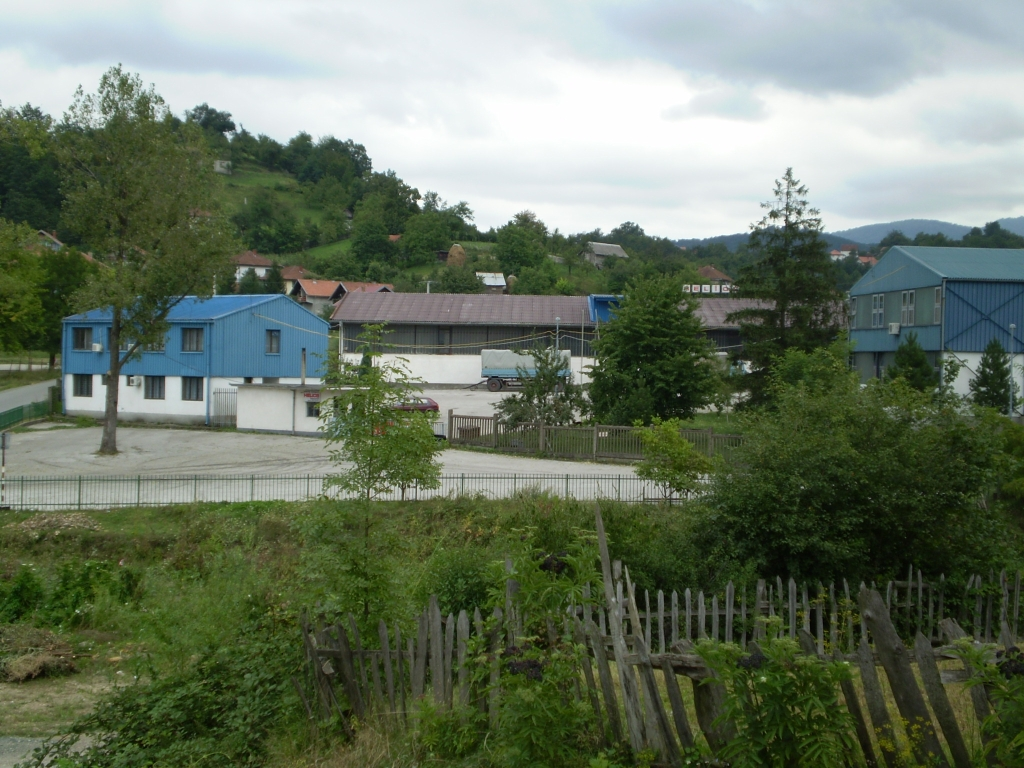
Fabrica de cuptoare „Helios”
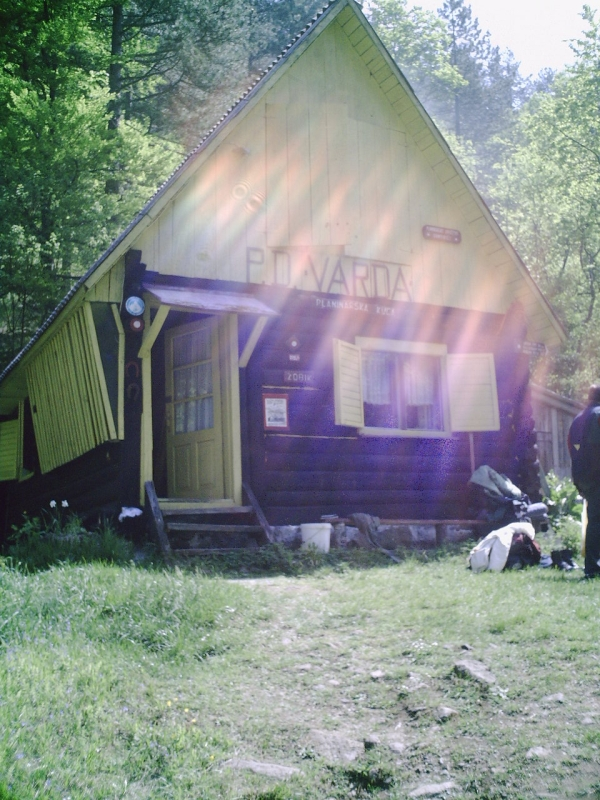
Cabana montană „Varda”
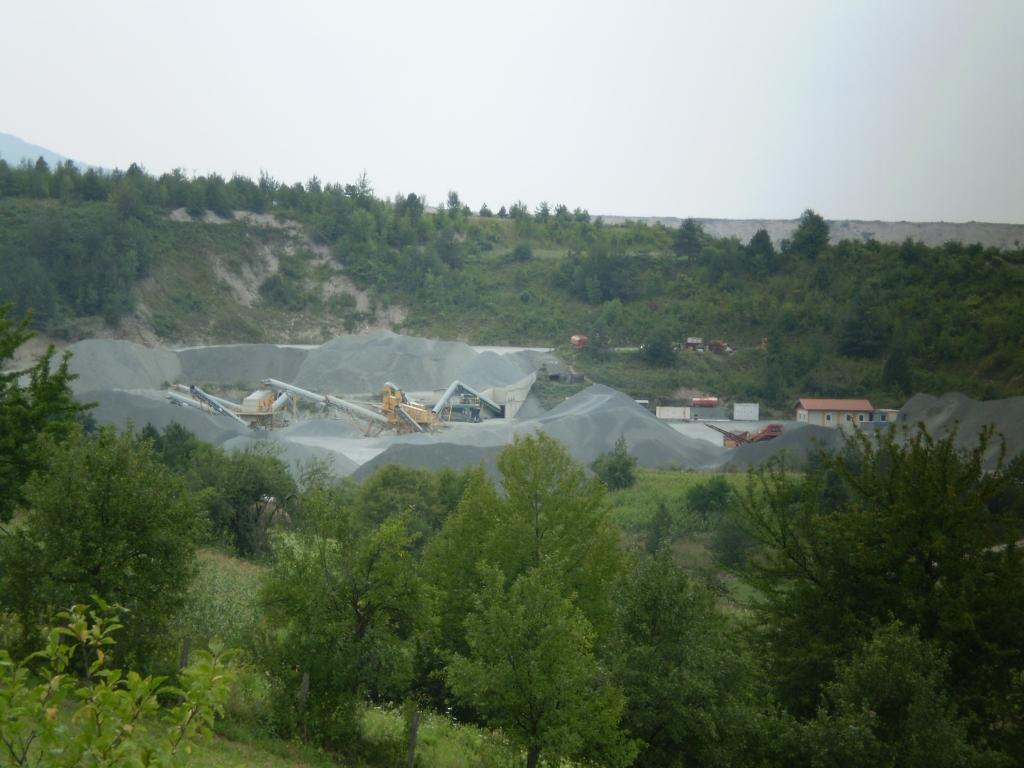
Sit de exploatare a diabazului
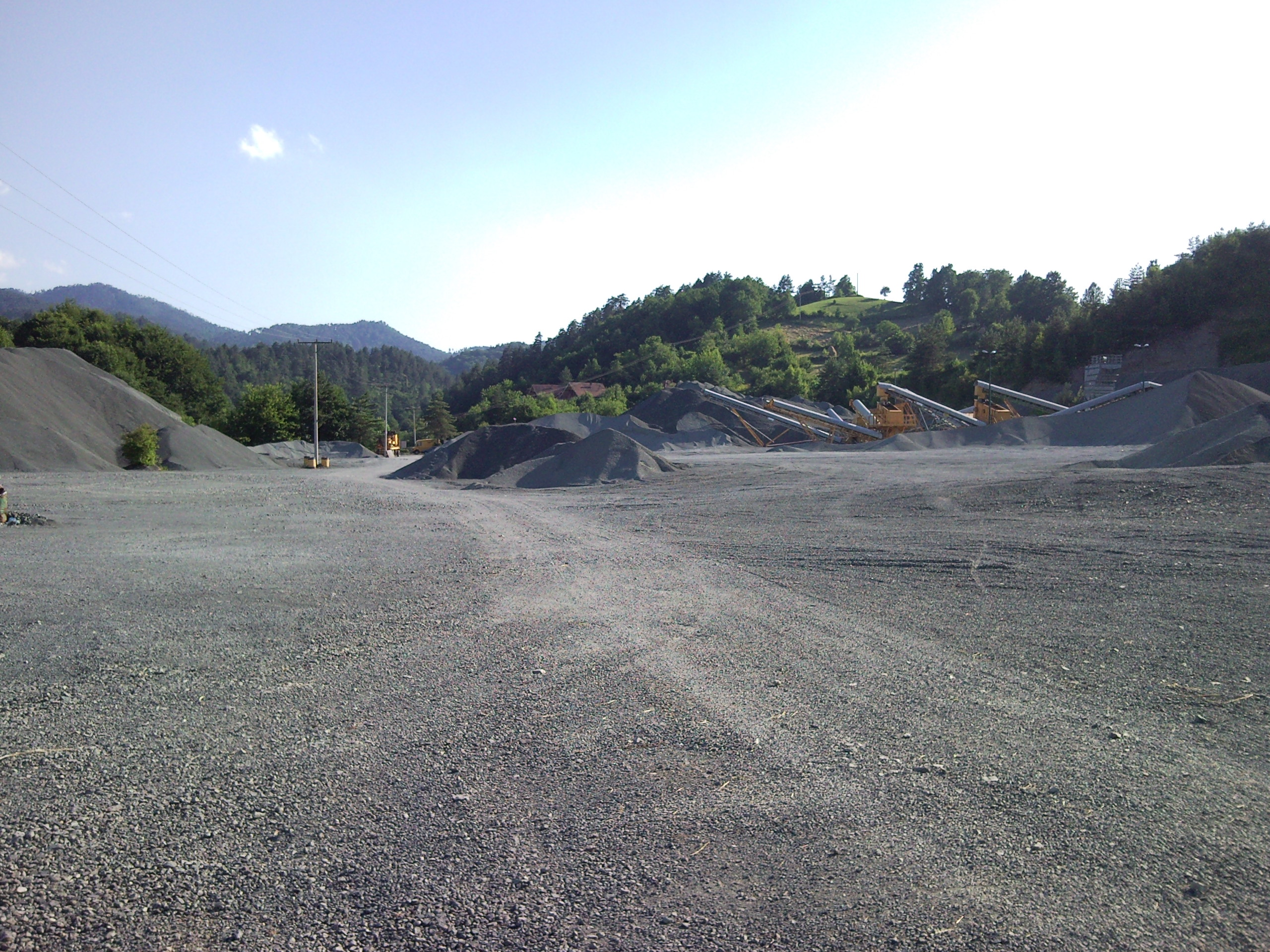
Sit de exploatare a diabazului
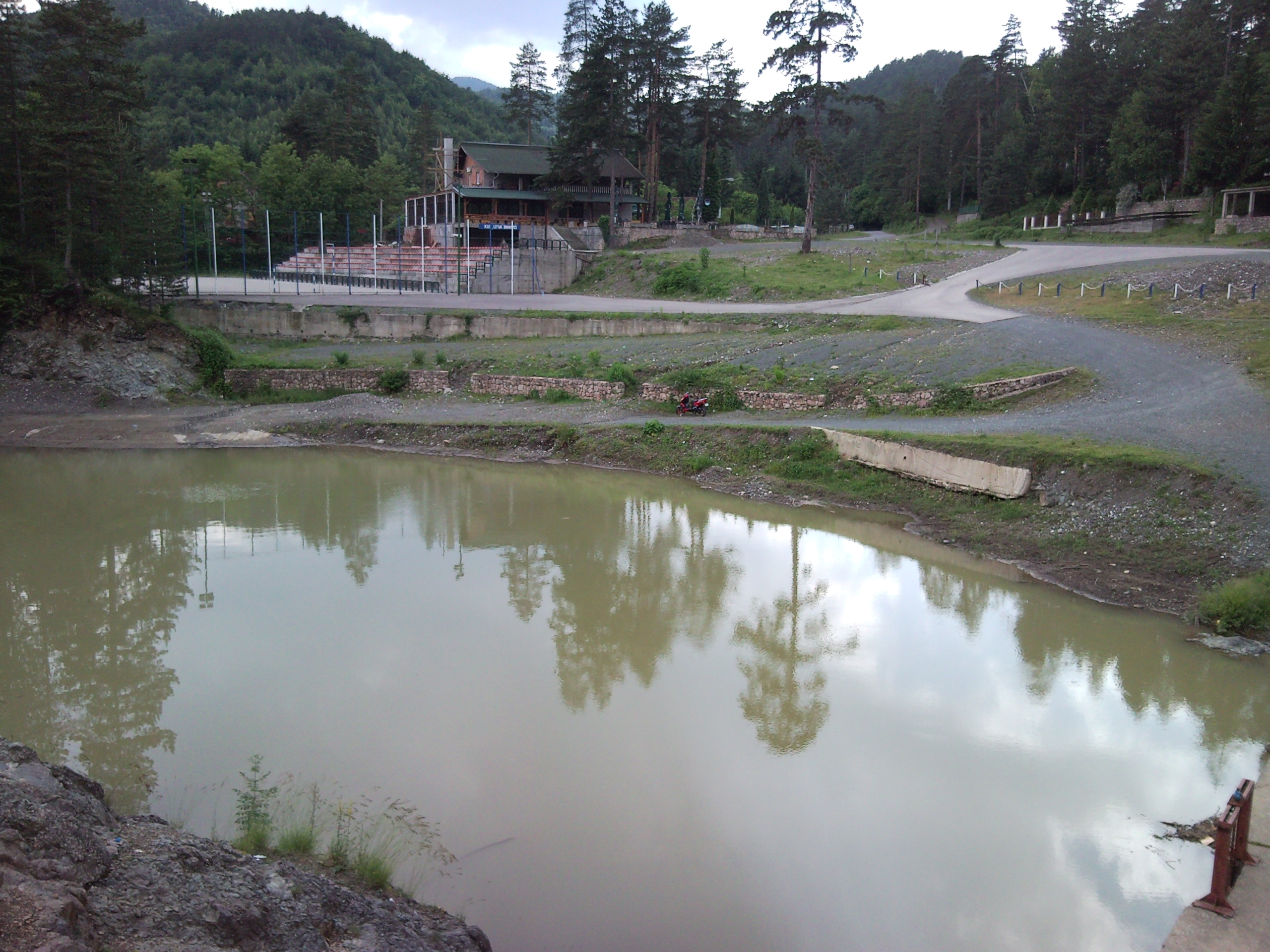
Zona de picnic „Mačkovac”

## Vezi și
- Comunele Bosniei și Herțegovinei